# Gitte Løkkegaard
Gitte Løkkegaard (født 1. november 1963) er en dansk tv- og radiojournalist og forfatter.
Løkkegaard er født og opvokset i Bording Kirkeby, en landsby ca. 4 km nordvest for Bording, mellem Herning og Silkeborg.
I 1980'erne fungerede hun som journalist på ungdomsprogrammet P4.
Hun var ophavskvinde til tv-serien De moderne familier fra DR
har produceret dokumentarudsendelserne Selmas Krig og De teenageramte familier, samt har medvirket som dommer i DR's Smagsdommerne.
Som forfatter har Løkkegaard skrevet børnebogen Aksel Højhus (2002), ungdomsromanen Matilde Jensens Første Gang (2007) og børnebogen MGP missionen (2009).
I 2009 udgav hun også portrætbogen Tine Bryld – et lettere kaotisk ridt, der blev betegnet som "af sjældent høj kvalitet".
MGP missionen som film havde premiere den 21. marts 2013.
Martin Miehe-Renard er instruktør på filmen.